# Centre national de référence en hémobiologie périnatale
Le Centre national de référence en hémobiologie périnatale (CNRHP) assure la « coordination nationale de la prévention et des soins dans deux domaines importants de la périnatalité, celui de l'immunisation fœto-maternelle et celui de l'ictère néonatal », tel que défini par la circulaire DHOS/DGS du 29 mars 2004.
Ce centre, sis à l'hôpital Saint-Antoine à Paris, a pour mission de prévenir, diagnostiquer, surveiller, traiter, avec une équipe de cliniciens spécialisés, les incompatibilités fœto-maternelles afin d'en prévenir les complications -anémie, atteintes neurologiques, ictère nucléaire. Cet organisme assure aussi une surveillance épidémiologique pour adapter une politique de santé publique.